# مركز عيسى الثقافي
مَرْكَز عِيسى اَلثَّقَافِي، هو مركز ثقافي بحرينيَّ، سُمي على اسم أمير البحرين الرَّاحل عيسى بن سلمان آل خليفة، يتبع المركز الدّيوان المَلَكي، يحوي العديد من الفضاءات، مثل المكتبة الوطنية، والمكتبة الإلكترونيَّة، ومكتبة الأطفال، وصالات عرض وقاعات مُؤتمرات وندوات، والشؤُون الثَّقافيَّة والعلميَّة.
في 26 ديسمبر 2001 وضع الملك حمد بن عيسى بن سلمان آل خليفة حجر الأساس للمركز، وافتُتح في 18 ديسمبر 2008 م، ويقع في منطقة الفاتح شرق العاصِمة البحرينيَّة المنامة، مُوَّل المركز بمشاركة القطاعين الحكومي والخاص.